# 陳瑞 (成化丁未進士)
陳瑞（1456年—？年），字鳳儀，浙江寧波府鄞縣人，民籍，治《書經》，明朝政治人物。

## 生平
成化十九年（1483年）癸卯科浙江鄉試第三十四名舉人。成化二十三年（1487年）中式丁未科會試第二百二十六名，三甲第二十五名進士。官刑部郎中。

## 家族
曾祖陳處廷，義官；祖父陳四聦；父陳淳，知州。母吳氏；繼母吳氏。